# Ophiomyces delata
Ophiomyces delata är en ormstjärneart som beskrevs av Jean Baptiste François René Koehler 1904. Ophiomyces delata ingår i släktet Ophiomyces och familjen knotterormstjärnor. Inga underarter finns listade i Catalogue of Life.